# Ichneumon ochropsis
Ichneumon ochropsis là một loài tò vò trong họ Ichneumonidae.